# 896 TCN
896 TCN là một năm trong lịch La Mã.